# Старая синагога (Вильнюс)
Старая синагога в Вильнюсе (лит. Vilniaus Didžioji sinagoga, ивр. בית הכנסת הישן של וילנה‎, пол. Stara Synagoga w Wilnie) (также иногда называется Большая синагога) — несуществующая ныне главная синагога ортодоксальной еврейской общины в Вильнюсе, построенная в барочно-ренессансном стиле в 1630—1633 годах на ул. Еврейской, на месте старейшей виленской синагоги. Сожжена нацистами в 1944 году в ходе боёв за Вильнюс. Остатки синагоги снесены в 1955—1957 годах.

## История синагоги
Первая деревянная синагога была возведена на ул. Еврейской в 1573 году. Во время погрома 1592 года была уничтожена. В 1606 году синагога построена заново.
В 1630 году евреи получили разрешение на строительство каменной синагоги, с условием что она не будет выше виленских костёлов и выделяться стилем от других построек района. Архитектура строения была очень простой. Снаружи здание было украшено пилястрами, окна были стрельчатыми, а крыша украшена аттиком, что было характерно для стиля ренессанса. Внутренние своды, украшенные геометрическими орнаментами, поддерживали четыре тосканские колонны. Бима первоначально находилась у восточной стены, позднее была перенесена на середину зала. Арон-Ха-Кодеш был обит золотом и серебром.
Синагога несколько раз повреждалась. Во время занятия Вильно русскими войсками в 1655 году она была спалена русскими. В 1748 году пожар уничтожил часть синагоги, галерею для женщин и биму. В очередной раз синагога пострадала во время восстания Костюшко в 1794 году. Существует легенда, согласно которой Виленский Гаон ночью достал из Арон-Ха-Кодеш свиток Торы и прочитал её 7 раз. В результате русский снаряд, выпущенный по синагоге, не взорвался.
После восстания Костюшко синагога была восстановлена в стиле классицизма. Верхняя галерея была дополнена коринфским портиком. Синагога была важнейшим элементов комплекса на Еврейской улице. Рядом с ней располагалась библиотека, основанная в 1886 году Матесом Страшуном. В библиотеке хранился также архив виленской еврейской общины. В 1927 году библиотека насчитывала 19 тысяч единиц хранения. Рядом также находились четыре помещения для изучения Торы. Неподалёку находились синагоги Гаона и Хевра-Кадиша. Также в комплексе находилась миква.
Во время Второй мировой войны синагога использовалась немцами как склад зерна. В июле 1944 года сгорела в ходе боёв за Вильнюс. Крыша здания была полностью разрушена, внутренности выгорели, но стены остались стоять. Однако новые власти Вильнюса не согласились на восстановление синагоги.
В 1953 году был принят генеральный план строительства Вильнюса, который предусматривал перестройку старого еврейского района. В 1955—1957 годах руины синагоги были снесены, а на их месте была построена школа. В настоящее время на месте синагоги стоит двухэтажное кирпичное здание, ему присвоен адрес: ул.Вокечю, 13а, в котором расположена начальная школа «Vytės Nemunėlio Pradinė Mokykla».
В 1999 году на площадке, прилегающей к участку, где стояла старая синагога, снимались эпизоды фильма «Дьявольская арифметика», в том числе и эпизод сожжения синагоги. Хотя действие фильма происходит совсем в другом месте, место, выбранное для съёмок, очень символично.
В 2002 году появился проект восстановления фрагмента бывшего еврейского квартала в Вильнюсе, в том числе Старой синагоги, однако по состоянию на 2014 год они не были реализованы.

## Галерея

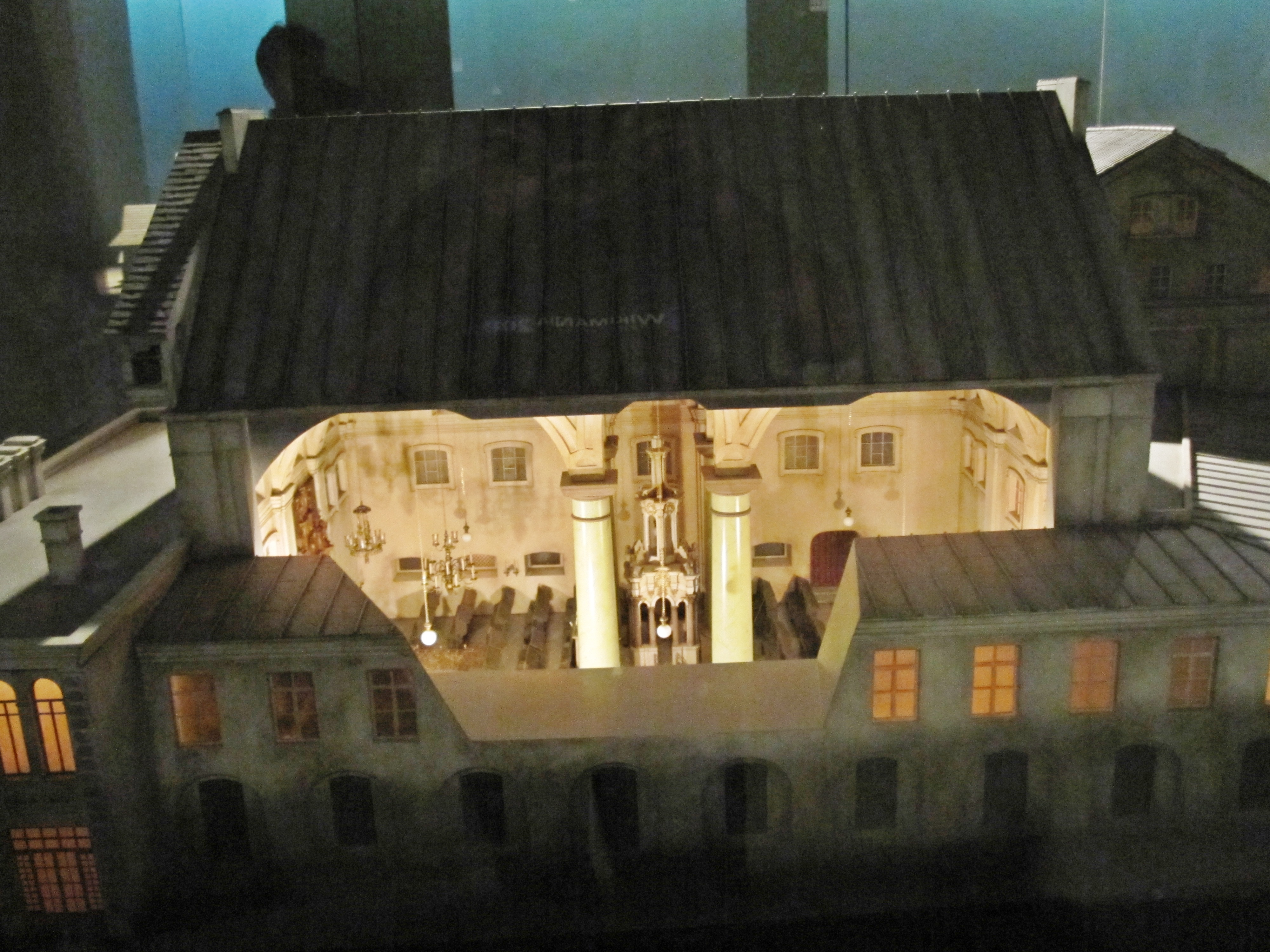
Модель синагоги в музее Диаспоры в Тель-Авиве
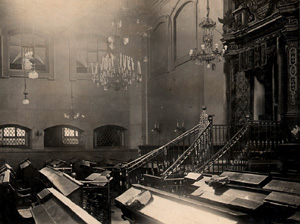
Интерьер
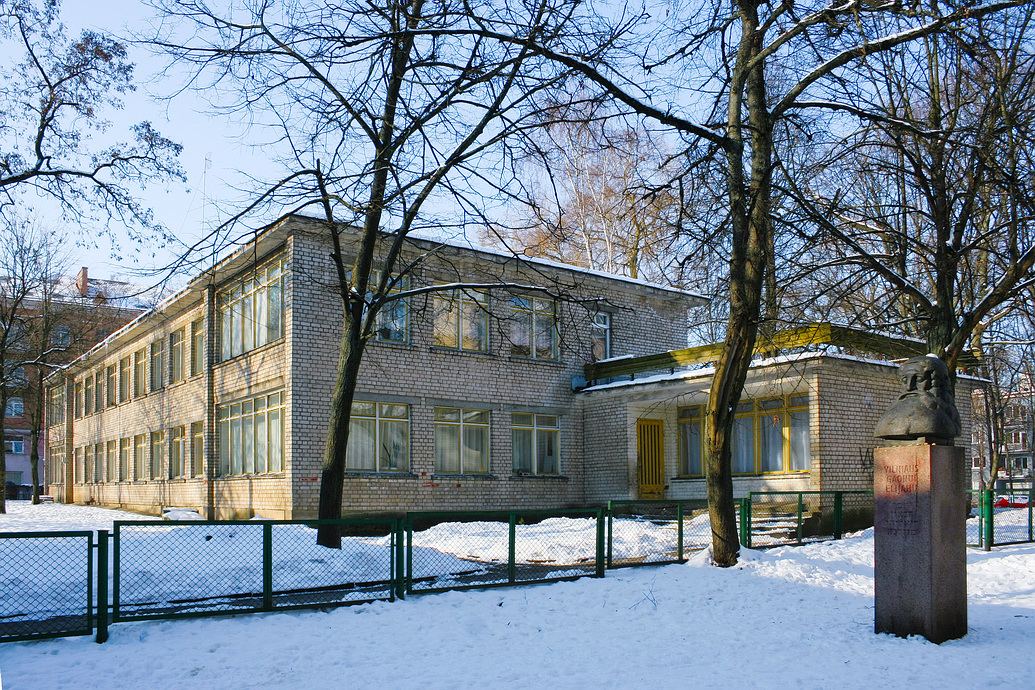
Здание начальной школы на месте старой синагоги. На переднем плане - памятник Виленскому гаону
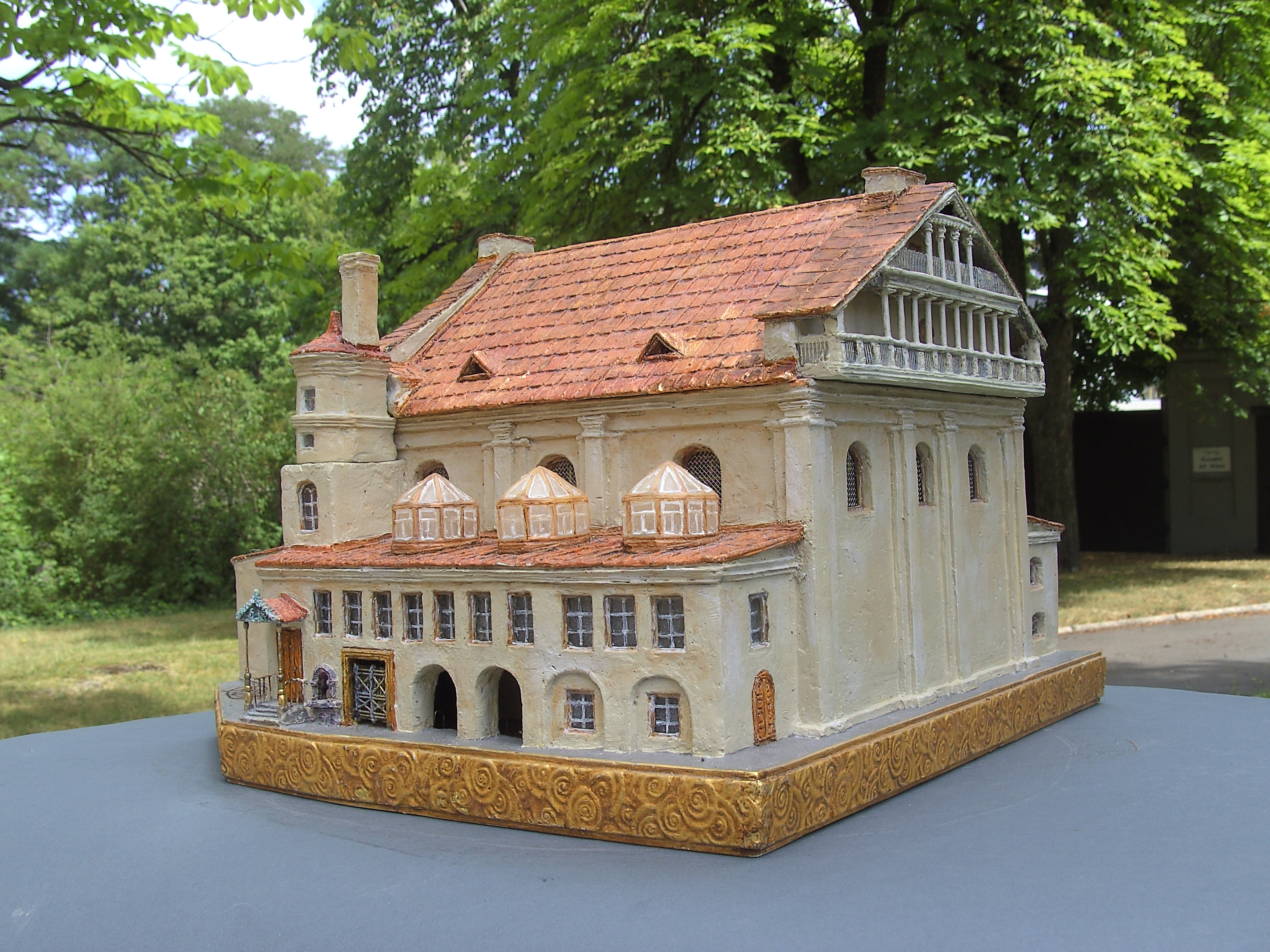
Модель синагоги, 2018
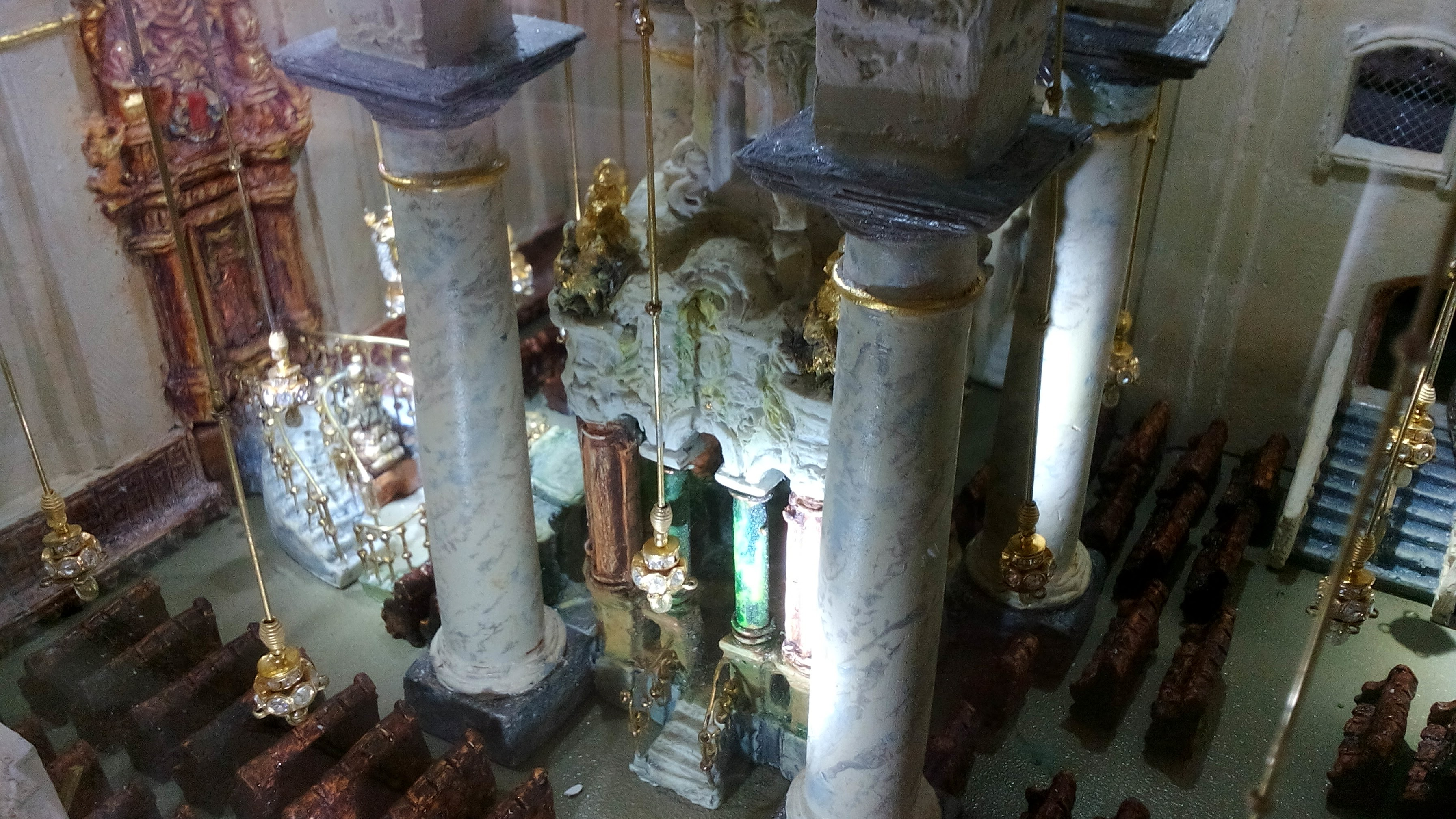
Модель синагоги, интерьер, 2018